# Progriess Głazow
Progriess Głazow (ros. Прогресс Глазов) – rosyjski klub hokeja na lodzie z siedzibą w Głazowie.

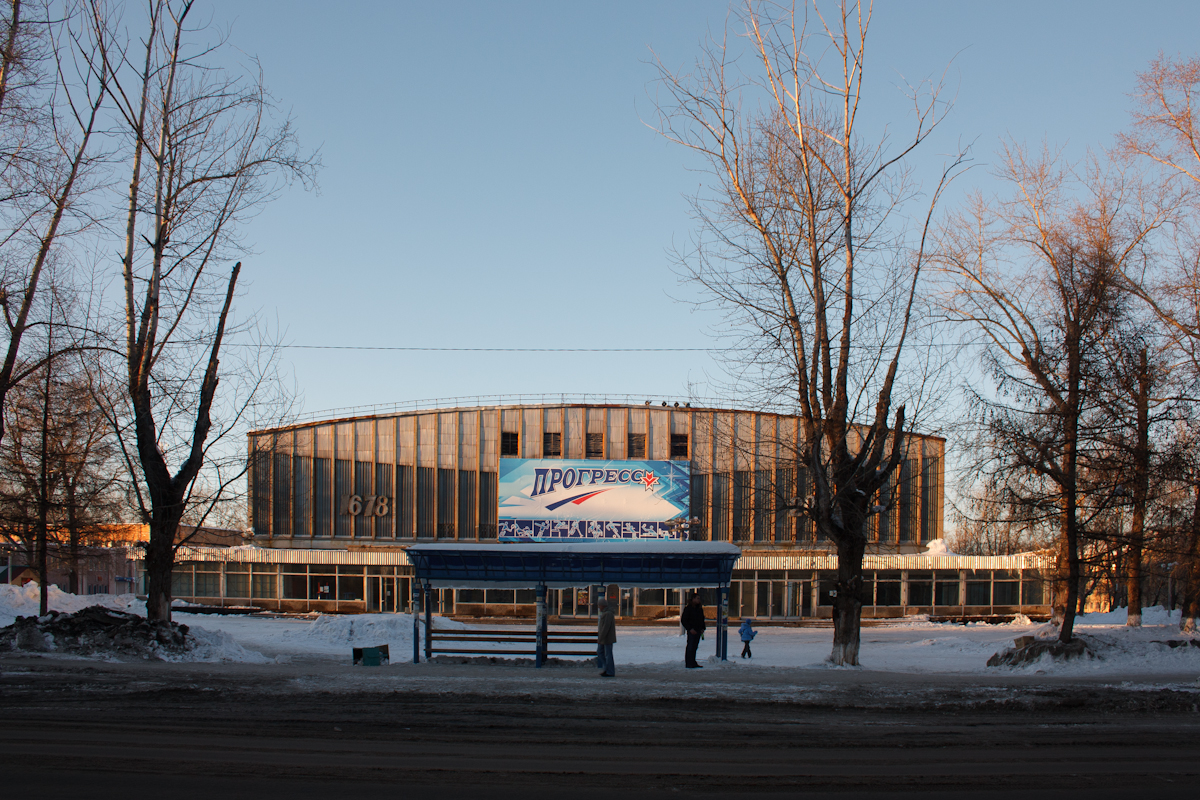
Lodowisko klubu

## Historia
Chronologia nazw
- Traktor Głazow (1954−1956)
- Torpedo Głazow (1957-1961)
- Progriess Głazow (1962-)[3]

Do 2010 drużyna Progiessu występowała w wyższej lidze rosyjskiej. Do 2014 Progriess uczestniczył w rozgrywkach RHL. W 2014 drużyna Progriessu przystąpiła do juniorskich rozgrywek MHL-B, stanowiąc zespół podległy klubowi Iżstal Iżewsk; od 2016 liga została przemianowana na NMHL.

## Sukcesy
- Brązowy medal Rosyjskiej FSRR: 1965